# Giuseppe Oristânio
Giuseppe Oristânio (ur. 15 października 1958 r. w São Paulo) – brazylijski aktor i reżyser filmowy, telewizyjny i teatralny pochodzenia włoskiego. Karierę rozpoczął pod koniec lat 70. w amatorskim teatrze.

## Filmografia
| Rok        | Tytuł                                                              | Rola                                | Uwagi            |
| ---------- | ------------------------------------------------------------------ | ----------------------------------- | ---------------- |
| 1979       | Jak uratować moje małżeństwo (Como Salvar Meu Casamento)           | Marinho                             |                  |
| 1980       | Um Homem Muito Especial                                            |                                     |                  |
| 1981       | Wiek dojrzewania (Os Adolescentes)                                 |                                     |                  |
| 1981       | Imigranci (Os Imigrantes)                                          |                                     |                  |
| 1982       | Gniazdo węża (Ninho da Serpente)                                   | André                               |                  |
| 1983       | Smak miodu (Sabor de Mel)                                          | Paulo                               |                  |
| 1985       | Gra o miłość (Jogo do Amor)                                        |                                     |                  |
| 1988       | Nowe życie (Vida Nova)                                             | Bruno                               |                  |
| 1989       | Japonia Kananga (Kananga do Japão)                                 | Danilo                              |                  |
| 1990       | Nieznany granice (Fronteiras do Desconhecido)                      | Fausto                              | udział specjalny |
| 1990       | Bagno (Pantanal)                                                   | Spadochroniarz (przyjaciel Jowisza) |                  |
| 1991       | Historia Ana Raio i Ze Trovao (A História de Ana Raio e Zé Trovão) | João Riso                           |                  |
| 1993       | Ranna bestia (Fera Ferida)                                         | Maxwell Antenor                     |                  |
| 1995       | Bracia odwagi (Irmãos Coragem)                                     | Promotor Rodrigo César              |                  |
| 1996       | Kolegium Brazylia (Colégio Brasil)                                 | Lancelotti                          |                  |
| 1996       | Dona Anja                                                          | Pedro                               |                  |
| 1998       | Historia królowej Estery (A História de Ester)                     | król Achaszwerosz                   |                  |
| 1998       | Błękitne góry (Serras Azuis)                                       | Olímpio Serpa                       |                  |
| 1999       | Wielki hit (Tiro e Queda)                                          | José Manuel Cordeiro (Neco)         |                  |
| 2000- 2003 | Malhação (Centrum )                                                | Afonso Malta                        | Globo            |
| 2004       | Diarista (A Diarista)                                              | Marlon                              | udział specjalny |
| 2004       | Kolor grzechu (Da Cor do Pecado)                                   | Sérgio Nascimento                   | udział specjalny |
| 2005       | Księżyc mi powiedział (A Lua me Disse)                             | Armando Sá Marques                  |                  |
| 2006       | Kryształ (Cristal)                                                 | Alex Ascânio                        |                  |
| 2007       | Światło słoneczne (Luz do Sol)                                     | Frederico Diniz (Freddy)            |                  |
| 2008       | Płomienie życi (Chamas da Vida)                                    | Roberto Cardoso de Oliveira         |                  |
| 2010       | Historia królowej Estery (A História de Ester)                     | Joel                                |                  |
| 2010       | Ribeirão do Tempo                                                  | Bruno Fernandes                     |                  |
| 2012       | Poza kontrolą (Fora de Controle)                                   | Delegado Antônio                    | udział specjalny |
| 2012       | Maski (Máscaras)                                                   | Pulga                               | Rede Record      |
| 2013       | Dona Xepa                                                          | Poseł Feliciano Castro / Barros     | Rede Record      |
| 2013       | Miłość i śmierć (O Amor e a Morte)                                 | Becker                              | Rede Record      |
| 2014       | Cuda Jezusa (Milagres de Jesus)                                    | Dâmaso                              | Rede Record      |
| 2014       | Plano Alto                                                         | Traçado                             | Rede Record      |
| 2015       | Dziesięć przykazań (Os Dez Mandamentos)                            | Paser (wezyr)                       | Rede Record      |